# 霙
霙（）とは、雨と雪が混ざって降る気象現象である。

## しくみ
冷たい上空の雲から降ってくる雪片は気温が高いと解けて雨になるが、解けきらずに降る雪と解けきった雨がともに降るのが霙。

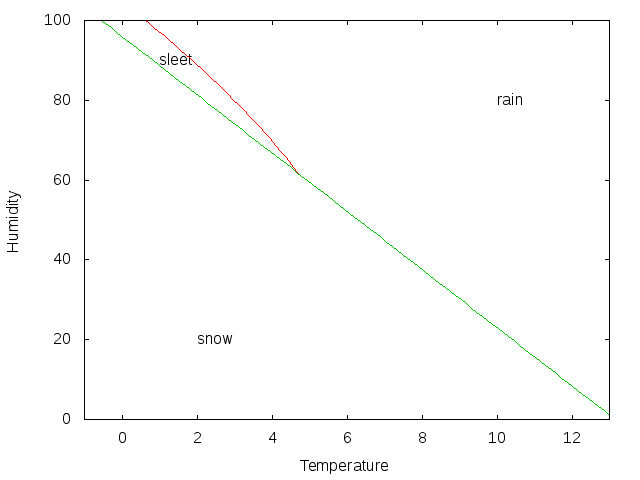
松本市のデータに基づく雨雪判別図。縦軸が湿度(%)、横軸が気温(℃)、でsnow(雪)/sleet(霙)/rain(雨)の3状態が区分されている。

雪片は、落下に従い気温0 ℃（融点）以上の高度に入ると解け始めるがすぐには解けない。湿度が100%未満では、雪片の昇華によって熱が奪われるため気温0 ℃以上でも解けない層（非融解層）が生じる。またその直下には、解け始めた雪片の層（融解層）が生じる。
湿度が低いほど昇華や蒸発による冷却効果が大きい。よって反対に湿度が高いほど解けるまで時間がかかるため融解層が厚く、また雪片が大きく密度が高いほど熱容量が大きいため同様に融解層が厚くなる。融解層の厚さは、13 mmの雪片（解けると観測される雨滴で最も大きなクラスの約5 mmになる）かつ湿度100 - 80 %で600 m前後、直径10 mmで250 m、5 mmで70 mなどと試算され、実際の大気でも数百mのオーダーと考えられている。湿度が60 %を下回るような低湿度では、雪片が昇華によりかなり小さくなってすぐ解けるため融解層（霙の層）も薄くなる。また、気球による上空観測でも気温0 - 5 ℃付近の層で霰が観測される。
地上の気温と湿度から求められる経験式がある。気象研究所物理気象研究部(1984)による長野県松本市の例では、気温 T℃ のとき、湿度が {\displaystyle -7.3T+96} % 以上で雪が解け始め、かつ湿度が {\displaystyle 39{\sqrt {7.2-T}}} % 以上では雨になる。この式の係数は地域により少し前後し、平均的な雪片の大きさの違いに対応している。グラフにしたとき2つの式に挟まれた領域が融解層（霙）にあたる。（cf.雪#雪・霙・雨の境目、雪の目安）
雨または雪両方の可能性がある天候を霙のひとつの目安とすると、例えば冬の日本の太平洋側平野部では上空1500 m（高層天気図の850 hPa相当）で0 - -3 ℃で雨または雪、-3 - -6 ℃で雪の可能性が高いことが参考となる。経験式から雨雪の境界付近の気温・湿度にあるときに霙の可能性があり、湿度が高いほど現れやすい。
気象レーダーの観測運用上、霙にあたる融解層は雪や雨より電波を強く反射するブライトバンドを発生させることがあり、実際よりも降水強度を強く推定してしまう問題がある。

## 観測・記録
霙を観測した場合、雪が降った場合に算入される。例えば、毎日の天気記録から導かれる年間の雪日数に含められる。また、初雪にもカウントされるため、冬になって「雪」より先に「霙」が降ったときも初雪となる。
ちなみに、雨が凍ったり雪が一部解けて再び凍ったりするなどしてできた霰（あられ）が降ることがあるが、霰が降っているときは、雨と雪が降っていても天気記録はあられとなる。
沖縄県は日本で唯一、近代観測が始まってから積雪を観測したことが一度もない都道府県であるが、霙は過去2回（3例）観測されている。1977年2月17日の久米島（沖縄気象台久米島測候所）、そして2016年1月24日の本島（名護市）と久米島である。
気象庁は、管区気象台では天気や大気現象の目視観測を行っている。自動気象観測装置を導入したところ（アメダスやほとんどの地方気象台）では、気温と湿度などから降水が雪・霙・雨いずれかを判定（雨雪判別）しており、霰や雹などの大気現象の記録は廃止している。
天気予報で雪や雨ではない霙を的確に予報することは難しいとされる。気象庁の予報文の表現で霙を含む雪・雨両方の可能性があるときは、雨の確率が95 %以上で「雨」、95 %未満50 %以上で「雨か雪」、50 %未満5 %以上で「雪か雨」、5 %未満で「雪」とする。
国際気象通報式の天気の報告では、しゅう雨性（対流性の積乱雲などから降る）かそうでないか、観測時に降っているか止んでいるか、3段階のみぞれの強さ、雷を伴う否かなどの組み合わせで区分される。

みぞれの天気記号（日本式）

ラジオ気象通報などの日本式天気図におけるみぞれの天気記号は、上半分が雪、下半分が雨の記号を足し合わせたものになっている。
航空気象の通報式では、「降水現象」の欄で雪を表すSNと雨を表すRNを併用しRASN（またはSNRA）と報告する。

## ことば
「みぞれ」の語源には、水霰（みずあられ）や水降（みずふる）、水添垂（みずそひたれ）からとする説、雨霰（さめあられ） 、氷小雨（ひさめ）が変化したものとする説がある。
みぞれの塊に見立てた派生語として、かき氷に氷蜜をかけたものを「みぞれ」というほか、大根おろしの異称を「みぞれ」という。